# ライブドア事件
ライブドア事件（ライブドアじけん）とは、ライブドアの2004年9月期年度の決算報告として提出された有価証券報告書に虚偽の内容を掲載したとする疑いが持たれるなど証券取引法等に違反したとされる2つの罪で、法人としてのライブドアとライブドアマーケティングおよび同社の当時の取締役らが起訴された事件である。
事件の特徴として、従来の粉飾決算事件は企業が経営破綻してから捜査されたのに対し、ライブドア事件は破綻していない会社が捜査された点が挙げられる。またライブドア事件で問題とされた約50億円という額は金額だけをみると過去の粉飾事件と比べて少ない方であったが、判決において成長仮装型と評される通り、前年比で見ると経常利益が-120%で赤字転落のところを+300%の大幅黒字増としており、過去の粉飾事件と比較しても大きな粉飾となる。また一方で、同時期に約1600億円の資本調達および代表取締役社長が約145億円の持株売却をおこなっており、金額が高額でなくとも犯罪性は大きいと判決で言われた。また、違法の疑いのある手段で発行した自己株式を使い一般株主から集めた資金が粉飾決算の原資だというのも特徴とされている。
裁判は、堀江貴文に懲役2年6か月、宮内亮治に懲役1年2か月、岡本文人に懲役1年6か月執行猶予3年、熊谷史人に懲役1年執行猶予3年、中村長也に懲役1年6か月執行猶予3年、公認会計士2人に懲役1年執行猶予4年、ライブドアに罰金2億8000万円、ライブドアマーケティングに罰金4000万円と計7人と2法人に対して有罪が確定している。

## 経緯

### 2005年
ニッポン放送買収問題が決着した4月ごろ、東京地検特捜部にはライブドアに関する情報が企業関係者や一部マスコミからもたらされるようになった。ライブドアに恨みを持つ方面からのものもあったとみられているが、その相対的総量はそうでない方面からのそれには及ばないものであった。
秋頃になるとライブドア社内には不穏な空気が流れていて、一部の幹部が好ましからざる人物と頻繁に電子メールをやり取りしていたり、不本意な退職を迫られた幹部のなかには捜査本部に内情をばらすと告発を考える者がいたりしたという。
『東京新聞』の司法記者クラブ詰めの記者は11月に、防衛施設庁談合事件の取材をしている時に東京地検特捜部がライブドアを捜査しているという情報を攫んだという。『東京新聞』の記者はライブドアや代表取締役社長の堀江貴文への取材は捜査を妨害することから、強制捜査の動きを見極めるまで一切せず、取りあえずライブドアに関する資料を集めることにしたという。
ジャーナリストの須田慎一郎は秋ごろに特捜部がライブドアに重大な関心を寄せているという情報を攫んでいたが、どのような要件で内偵を進めていたのかまではわからなかったという。実はそのころには元役員などライブドア関係者に対する事情聴取が始まっており、暮までには堀江の知るところとなっていたとされる。
堀江は秋ごろにソニー買収計画を進めていたが、特捜部もライブドアに対する本格的な捜査を始めていた。証券取引等監視委員会に出向していた検事の斎藤隆博が特捜部に戻ると、斎藤の下に数人の専従チームができていた（特殊直告2班）。斎藤は株に関する捜査が得意で、証券取引等監視委員会では検察出向者の指定席と化していたポストである特別調査管理官を務めていたという。
東京地検特捜部は、12月6日に、マネーライフ買収計画を知る立場にいたライブドアマーケティング（旧バリュークリックジャパン）の代表取締役CFOだったKに電話で接触することに成功した。Kはバリュークリック買収後も代表取締役に就いていたが、ライブドアの社風に馴染めず、特捜部から電話を受ける1年前に退任していたという。Kは、強制捜査前は週2回、強制捜査後はほぼ連日のペースで、合計にして30 - 40回の取り調べを受けたという。Kの供述は特捜部の事件のシナリオ（スジ読み）を決定するのに重要な役割を果たした。
12月上旬には元執行役員が堀江に「東京地検特捜部から事情聴取を受けた」と連絡を入れていて、堀江は即座に熊谷史人と宮内亮治に「一体なんのことだろう」と尋ねていた。
特捜部は12月には証券取引等監視委員会にライブドアを捜査していることを伝えている。
雑誌『AERA』記者で、ライブドア事件を取り上げたルポルタージュ『ヒルズ黙示録』の著者でもあり、堀江や村上世彰といったヒルズ族を取材してきた大鹿靖明は、2005年暮れ、後にソニー買収計画とわかった計画の噂について堀江に取材したが、堀江は二日酔いで、険悪な雰囲気のなかでの取材となり、堀江は宇宙ロケット開発の話ばかりしていたという。熊谷に質問したところ、堀江は毎晩のように飲酒をしていて本業に身がはいっていないということで、大鹿は「ライブドア大丈夫か?」というトーンの記事を書いたという。

### 2006年
1月16日に証券取引法違反の容疑により、六本木ヒルズ内の本社および堀江貴文の自宅・新宿の事業所などが東京地検による家宅捜査を受ける。翌17日はソニー買収のためのライブドアとリーマン・ブラザーズとのキック・オフ・ミーティングが予定されていたという。家宅捜索の翌日に宮内亮治が中国の大連から急遽帰国する。成田空港で記者団の取材を受けた際、マネーライフ買収での投資事業組合には違法性の認識はない、と投資事業組合にライブドアファイナンスが9割以上出資していたことをあっさり認め、一連の株取引に堀江は一切関与していないと答えた。
1月18日 - 国際証券出身ライブドア元取締役でエイチ・エス証券副社長（当時）野口英昭が沖縄のカプセルホテルにて死亡（沖縄県警察は自殺と発表）。
1月23日に証券取引法違反（偽計、風説の流布）の疑いで東京地検により堀江、財務担当の取締役宮内亮治、関連会社ライブドアマーケティング（現 メディアイノベーション）の社長を兼ねる取締役岡本文人、金融子会社ライブドアファイナンスの社長中村長也4名が逮捕される。これを受けて翌24日に宮内の取締役辞任が発表された。取締役会が招集され堀江の代表取締役社長の代表権及び社長の異動が発表された。後任の代表取締役に取締役の熊谷史人が、執行役員社長として平松庚三執行役員上級副社長が就任。堀江、岡本は25日にライブドア取締役を辞任した。加えて2月22日、証券取引法違反（有価証券報告書の虚偽記載）の疑いで堀江ら3名を再逮捕し、熊谷を新たに逮捕した。これを受け、代表取締役の異動を発表し、山崎徳之取締役が代表取締役に就任した。この間、2月9日には株式会社ライブドアオート（現カーチス）とメディアエクスチェンジ株式会社がライブドアグループから離反を表明した。また、2月21日にはライブドア株主被害弁護団が、3月11日には「ライブドア被害者の会」が結成された。
3月13日、証券取引等監視委員会は2004年9月期の連結決算を粉飾した疑いで堀江・宮内・熊谷・岡本・中村の5名と、法人としてのライブドアを証券取引法違反（有価証券報告書の虚偽記載）容疑で東京地検特捜部に告発した。告発を受け、東京証券取引所はライブドア株およびライブドアマーケティング株の上場廃止を2006年4月14日にくだすことを決定した。また、同日ライブドアでも記者会見をおこない、山崎・羽田寛・熊谷が取締役を退任することに決めた。同日ライブドアは取締役会を開催し、2006年6月中旬に臨時株主総会を開催することと、新任取締役候補の一部を決定した。新任取締役候補に選任されたのは平松、清水幸裕執行役員上級副社長、落合紀貴執行役員副社長である。さらに同13日、ライブドアは東京地方裁判所へ一時取締役の選任を申し立てた。東京地方裁判所は3月17日に腰塚和男弁護士を一時取締役として選任した。
3月16日 - 株式会社フジテレビジョンが保有のライブドア株式を株式会社USENの宇野康秀社長に売却する旨を発表。ライブドアとUSENは共同の記者会見を開催し、包括的業務提携の締結を発表。
4月14日、ライブドア株式上場廃止。
5月29日 - 株式会社ライブドアオートが8月1日付で株式会社カーチスに商号を変更することを発表。
6月14日 - 臨時株主総会が幕張メッセにて開催され、取締役選任等の全議案が賛成多数で可決された。ただ、この臨時株主総会は2万人規模の会場を用意していたにもかかわらず、参加者は1800人程度であった。この臨時株主総会終了後の臨時取締役会において平松と清水に代表権を与えることを決議された。
9月4日、堀江の初公判が東京地方裁判所刑事第一部で開かれた。事件名は証券取引法違反。事件番号は平成18年特（わ）第498号等。

### 2007年
2月13日 - 日本郵政公社がライブドアの有価証券報告書等虚偽記載に伴う損害賠償請求訴訟を提起。
3月16日 - 東京地裁が堀江に懲役2年6か月（求刑懲役4年）の実刑判決を言い渡す。堀江は東京高裁に即日控訴した。
3月22日 -  東京地裁は「捜査段階から実態解明に協力的だったが、社内でのその地位や役割の重要性から、堀江被告に準じて刑事責任は重い」として、宮内に懲役1年8か月（求刑懲役2年6か月）の実刑判決を言い渡す。同日には中村と岡本にそれぞれ懲役1年6か月、執行猶予3年の有罪判決を、熊谷に懲役1年、執行猶予3年の有罪判決を言い渡す。
3月23日 - 東京地裁は法人としてのライブドアに罰金2億8000万円の判決を言い渡す。平松は判決後の会見で控訴しないとした。

### 2008年
2月22日 、東京高等裁判所にて堀江の控訴審初公判がおこなわれた。弁護側は「一審には重大な事実誤認があり、公判前整理手続きで絞り込んだ争点を無視して有罪判決を出したのは訴訟手続き上の法令違反だ」などと主張、一審判決を破棄し堀江を無罪とするよう求めた。3月28日、同高等裁判所にて堀江の控訴審第2回公判がおこなわれ、弁護側証人として出廷した堀江の元秘書は宮内らから不正を伝えられたとされた会議について、スケジュール表に記載がないことを理由に当日に会議の予定はなかったと証言した。次回公判で弁護側・検察側双方が弁論をおこない結審した｡控訴審には被告人が出廷する義務がないため、堀江はいずれの公判にも出廷せず、高井康行弁護士は「判決公判にも来ません」として逆転無罪判決まで堀江が公の場に出ない方針をあきらかにした。
7月25日 - 東京高等裁判所の長岡哲次裁判長は懲役2年6か月とした一審・東京地裁の実刑判決を支持し、堀江の控訴を棄却した。量刑について堀江側は過去の粉飾決算事例に比べて粉飾額が少なく、有罪としても執行猶予が相当と訴えたが、判決は「粉飾金額が高額でなくとも犯行結果は大きい」と退け、公判前整理手続きで争点にならなかった投資事業組合の脱法性を一審判決が認定しており、訴訟手続きに問題があるとの主張も判決は手続きに法令違反はないとした。堀江は最高裁に即日上告した。
8月25日 - 1審・2審（控訴審）と続いた連続敗訴の責任と堀江との再協議の結果、「上告審は事件を色々な角度からもう一度検討し、弁護団も一新して検察側と争う方がよい」ということにより、主任弁護人だった高井弁護士以下の4人の弁護団全員が辞任した。後任の主任弁護人にはロス疑惑で三浦和義の弁護人を務めた弘中惇一郎弁護士と喜田村洋一弁護士らが就任した。

### 2009年
1月25日 - 宮内亮治が上告を取り下げ、懲役1年2か月とした2審東京高裁判決が確定、収監された。宮内側は「判決内容には不満だが、早期の社会復帰を優先させたい」と上告を取り下げた理由を述べている。
4月23日 - 堀江貴文が最高裁判所に上告趣意書を提出。上告趣意書では「会計基準上、あやまった取り扱いとの認識はなかった」、「当時は会計基準が確立されておらず、2008年7月に無罪が言い渡された長銀事件の最高裁判例に反する」、仮に有罪としても「わずか53億円の一期限りの粉飾で、ただちに実刑とするのはあまりに不公平で正義に反する」と主張している。堀江は記者会見で「無罪と分かってもらえる。じっくり検討してもらいたい」と最高裁の判断に期待を寄せ、「頭の中が整理されてきて堂々と反論できるようになった」と会見を開いた理由を説明した。刑事裁判が終結した後の計画については「金をがんがん稼ぐというビジネスは考えていない。夢に生きるんだということで宇宙開発とかをやっていきたい」と述べた。
5月21日 - 証券取引法違反によって株価が暴落し損害を受けたとして、ライブドア株主の一部が同社や堀江ら旧経営陣に計約231億円の賠償を求めた民事訴訟で、東京地方裁判所の難波孝一裁判長は堀江らの不法行為責任を認めつつも、堀江の逮捕や上場廃止などが急速な株価下落に影響を与えたとして、損害額を一株200円として算定し、賠償額を大幅減額した計約76億円の支払いを命じる判決を言い渡した。原告は請求より大幅に減額された賠償額を不服として控訴を検討している。

### 2011年
4月26日 - 最高裁判所第3小法廷（田原睦夫裁判長）が堀江の上告を棄却、懲役2年6か月の実刑が確定した。決定は25日付で、5人の裁判官全員一致の結論であった。

### 2013年
12月13日 - ライブドア事件で損失を受けたとして、ライブドアから損害賠償金を受け取った兵庫県内の女性が、大阪国税局から賠償金について課税処分を受けたとして、同国税局を相手取って処分取り消しを求めた訴訟で、神戸地方裁判所は「賠償金は被害回復したものに過ぎず、利益を得たものではない」として訴えを認め、課税処分の取り消しを命じた。

## 検察が捜査に踏切った理由
東京地検特捜部が得意としてきた政界の汚職捜査は、自民党旧田中派の終焉や、利権がはびこる公共事業の縮小を受け、従来型の「巨悪政治家」の摘発という存在意義が揺らいできたといわれていて、2004年の日歯連闇献金事件での村岡兼造の起訴は攻めやすい人物を狙い撃ちしただけという批判があった。従来型の政界捜査が行き詰まりをみせるなか、当時の検事総長の松尾邦弘は、経済犯罪、金融・証券犯罪をより重視する姿勢を鮮明にしていた。経済・金融の規制緩和が進んだため、事前規制型社会から事後チェック型社会への移行にともない、社会において司法の果たす役割が大きくなっているというのが理由だったとされる。
ライブドアの株式市場の私物化、政治や経済までを牛耳ろうとする同社や堀江貴文の姿勢に対する政財界の危機感が理由にあげられている。また、東京地検元特捜部長の大鶴基成の、「額に汗して働く人、リストラされ働けない人、違反すれば儲かると分かっていても法律を遵守している企業の人たちが憤慨するような事案を万難を排しても摘発したい」という発言にみられるような国民感情を代弁したかったということもあげられている。このため、ライブドア事件の捜査は規制緩和が進んだ新自由主義の行き過ぎを是正するための国策捜査だったのではないかという指摘もある。佐藤優は、国策捜査は「時代のけじめ」をつけるためにおこなわれると述べているが、実際、日本が銀行の不良債権問題に起因した長期不況にあえいでいたころ、堀江は規制緩和と過剰流動性という金余りを享受していた。しかし、竹中平蔵が金融担当大臣に就任してからは銀行の不良債権問題は解決に向かい、それにつれ景気は回復し、日本銀行は2006年3月9日、過剰流動性を生んだ量的緩和の解除を決めた。そのような時代の転換点に強制捜査がおこなわれたという。
ライブドアに買収されそうになったフジテレビは調査チームを設置し、ライブドアの違法行為をみつけ出して検察に摘発を打診していたという説がある。特捜部も、ライブドアのニッポン放送株大量取得以降、堀江について具体的に内偵を始めていたといわれる。実際、特捜部の事情聴取を受けたあるライブドア幹部は検事から「フジテレビからおたくのデューディリジェンス（資産査定）の内容は聞いているのだぞ」といわれたという。フジテレビはライブドアからニッポン放送株を取り戻す際、大手監査法人を使って厳格な資産査定をおこなっている。
ライブドア事件の捜査には証券取引等監視委員会に出向していた斎藤隆博の存在も大きかったといわれている。斎藤がいなかったらライブドアや村上ファンドを捜査することはできなかっただろうという声が検察内部には根強いという。

## 容疑1：偽計及び風説の流布容疑

### 東京地検特捜部が指摘する容疑事実
- ライブドアがライブドアファイナンスを介して実質的支配下にあるVLMA2号投資事業組合名義ですでに買収していたマネーライフ社の企業価値をライブドアファイナンス従業員が過大に評価して、ライブドアマーケティング（現メディアイノベーション）との株式交換比率を決めたこと。
- 株式交換比率を決定した者がライブドアファイナンス従業員であるにもかかわらず、株式交換比率1:1について第三者機関が算出した結果を踏まえ両社間で決定したと発表し、あたかも第三者機関が株式交換比率を算出したかのように虚偽の内容を公表したこと。
- ライブドアマーケティング（当時バリュークリックジャパン）の第3四半期決算発表時に、当期純損失であったにもかかわらず、架空売上を計上するなどして、前年同期比で増収増益を達成し前年中間期以来の完全黒字化を達成した旨の虚偽事実を公表したこと。
  - 東京地検特捜部は、上記の行為がライブドアマーケティング株式の売買のため、および同社株価の維持・上昇を図る目的でおこなわれていたと主張している。

### 買収に関わる概要
- 平成16年6月4日、VLMA2号投資事業組合がマネーライフの全株式を、既存株主より4200万円で取得
  - 東京地検特捜部はVLMA2号投資事業組合はライブドアファイナンスが実質的に支配しているファンドであり、ライブドアグループにすでに属しているにもかかわらず、その事実を公表しなかったと主張。
- 平成16年10月25日、バリュークリックジャパン（現メディアイノベーション）が株式交換によりマネーライフを完全子会社化することを発表
  - 東京地検特捜部はVLMA2号投資事業組合はライブドアファイナンスの支配下にあるため、マネーライフが既にライブドアの支配下にあるにもかかわらず、ライブドアマーケティングが株式を取得した時点で初めてライブドアグループ入りしたかのような公表がされている点が問題だと主張している。
- VLMA2号投資事業組合が4200万円で買収したのち、3000万円の増資をおこなう。
  - 実質価値は7200万円であるところ、ライブドアファイナンス従業員が4億円との算出をしたにもかかわらず、第三者機関によって算出がおこなわれたと偽装するため、グループ外の第三者機関の名前を借り、第三者機関の意見として取り繕うよう提出されていた。

### 架空売上
ライブドアマーケティングは平成16年第3四半期において、実態は3200万円の経常損失、2100万円の当期純損失が発生していたが、ロイヤル信販・キューズネットに対する架空の売上を計上し、前年中間期以来の完全黒字化への転換を果たしていると虚偽の事実を公表していたとし、風説の流布の疑いが持たれている。

### ライブドア及びメディアイノベーションによる内部調査の結果等
ライブドアが2006年6月14日に開催の臨時株主総会で公表した内部調査結果によると、マネーライフに関わる上記の行為が実際におこなわれていたとしている。なお、これら一連の行為がどのような目的でおこなわれていたかについては依然調査中としている。
また、メディアイノベーション（旧ライブドアマーケティング）経営諮問委員会の平成19年2月19日付け内部調査報告書（要旨）によると、
1. ライブドアマーケティング（当時の社名はバリュークリックジャパン。以下「VCJ」と略す）が平成16年第3四半期（通期）には、経常損失及び当期純損失が発生していたにもかかわらず、VCJからキューズ・ネットに対して平成16年第3四半期（平成16年7月から9月）における広告関連取引及びコンサルティング業務として売上金額1億500万円が架空売上として計上され、経常利益、当期純利益が黒字であるとする虚偽の業績を発表したことが認められる。
2. VCJによる株式交換の時点ではライブドアがすでに投資事業組合を通じてマネーライフ社を実質支配下に置いていたこと、本件株式交換に際し用いられた株式交換比率算定書はもっぱらライブドアファイナンス側で作成済みであり、第三者機関はなんら主体的な関与はしていないこと、交換比率算定のためのマネーライフ社株式の評価はライブドアファイナンス側で買収時の価格にマネーライフ社の企業価値となんら関係のない価格を加算して決定したものであったにもかかわらず、VCJが株式交換によりマネーライフ社を完全子会社とすることを決議した旨を公表するに際し、「株式交換比率（1対1）については、第三者機関が算出した結果を踏まえ両者間で協議の上決定した」旨などの虚偽の内容を含む公表をおこなったことが認められる。

などとされており、1.の粉飾結果などを反映して、平成16年度の有価証券報告書自体に虚偽記載が存在するものとされた。
なお、VCJにおける平成16年度の有価証券報告書はライブドア事件発覚後の平成18年7月3日に訂正報告書が提出され、同事業年度の連結経常利益が約2億2479万9000円から約108万円に訂正されている。

### 容疑に対する疑問
大鹿靖明によると、ライブドアが投資事業組合を使って被買収企業を連結対象から外していた時期は投資事業組合が先行取得していたほんの数か月間だけで、被買収企業の株をライブドア本体が取得した後はみずからの連結決算の対象に入れていて、この点、山一証券やカネボウが不良資産を長期間に渡って隠蔽してきたのとはわけが違うという。
また、問題となったクラサワなどの各社はいずれもライブドアからみると規模が小さい会社で、これらのM&Aは重要な買収計画は発表しなければならないという「重要事項開示ルール」が適用されない事案 であり、特捜部が主張する偽計とするには無理があるのではないかという。

## 容疑2：有価証券報告書虚偽記載容疑

### 東京地検特捜部が指摘する容疑事実
ライブドアは2004年9月期の連結決算において、実態は3億1300万円の経常赤字であったにもかかわらず、業務の発注を装い架空の売上を計上するとともに、ライブドアが出資する投資事業組合がライブドア株式を売却する事で得た利益を投資利益として売上に計上、53億4700万円の利益を計上することによって50億3400万円の経常黒字であったとする、虚偽の有価証券報告書を関東財務局長に提出した疑いがあると指摘。

### 弁護側が指摘する事実
当時の代表取締役であった堀江貴文（弁護人）らが東京地検特捜部の指摘に対し提起・指摘した証拠もしくは反証材料に次のものがある。
- 人材派遣会社トライン買収に関連し発生した投資事業組合の利益のうち2億6000万円が「PSI」に渡っていること[33]。
- PSIから約1億5300万円が宮内亮治、中村長也らが香港に設立した「PTI」に送金されている[34]。
- 宮内、中村の両名は公判でPTIに送金された金のうち、およそ4000万円を私的に流用していたことを認めた[35]。
- "東京地検特捜部がトライン買収の一連の取引を起訴事実に含めなかったのは、堀江主犯の構図が崩れてしまうからだけではなく、宮内、中村らの背任行為（業務上横領）を見逃す代わりに検察に協力させるためで、公訴権の乱用である"として、大鶴基成特捜部長らの証人尋問を要求している[36]。特捜部はトライン買収を立件しなかった理由を「金額が小さかったから」と出入りする社会部の記者に説明していたという[37]。
- 証券取引法違反 平成18年特（わ）第498号等 の第13回公判で中村長也の証言の信憑性を追及している。中村は自社株売却益を利用した企業買収の経緯について2003年11月中旬に堀江へ報告した様子を証言したが、11月中旬に堀江はアメリカに滞在しており [注釈 2]、報告を受けることはありえないと指摘した。

### 架空売上の計上
東京地検特捜部は、ライブドアが2003年10月1日から2004年9月30日までの会計年度において、ロイヤル信販及びキューズネットに対する架空売上として15億8000万円の売上があったとし、その旨を記載した有価証券報告書を提出したと主張している。
ライブドアに対し、ロイヤル信販とキューズネットの2社から13億5500万円、ライブドアマーケティング（現メディアイノベーション）および、後にライブドアマーケティングと合併したイーエックスマーケティングに2億2500万円の、合計15億8000万円がライブドアグループの連結決算に架空の売上が計上されたのではないかと疑われているもの。

#### ロイヤル信販に対する売上計上
2004年8月30日にロイヤル信販を株式交換によりライブドアの完全子会社化することを発表するとともに、同日既存株主との間で株式交換契約を締結し、2004年10月12日に株式交換を実施。ライブドアの完全子会社になるのは株式交換日の10月12日であるが、2004年9月中に外部企業が発注したようにみせかけた取引がおこなわれ、架空の売上を計上した疑いがもたれている。
ロイヤル信販は現預金が豊富であったため、ライブドアの各事業部への発注があったかのようにみせかけ、取引実体がないにもかかわらず架空の売上を計上したものであると臨時株主総会の席上でライブドア側は述べている。
| 売上を計上した事業部等       | 売上計上額  |
| （旧）メディア事業部         | 3億1500万円 |
| （旧）モバイル事業部         | 2億1000万円 |
| ネットワーク事業部           | 3500万円    |
| （旧）コンサルティング事業部 | 1億4000万円 |
| 合計                         | 7億円       |

#### キューズネットに対する売上計上
2004年9月3日に株式交換契約が締結されたキューズネットも同様に、株式交換日が2004年10月12日であったことから、2004年9月末までに架空売上が計上されたとされる。
| 売上を計上した事業部等       | 売上計上額  |
| （旧）メディア事業部         | 1億3500万円 |
| （旧）モバイル事業部         | 2億1000万円 |
| ネットワーク事業部           | 1億3000万円 |
| （旧）コンサルティング事業部 | 1億8000万円 |
| 合計                         | 6億5500万円 |

| 売上を計上した子会社等                               | 売上計上額  |
| ライブドアマーケティング（現メディアイノベーション） | 1億500万円  |
| イーエックスマーケティング                           | 1億2000万円 |
| 合計                                                 | 2億2500万円 |

### 自社株売却益売上計上
東京地検特捜部は、ライブドアが2003年10月1日から2004年9月30日までの会計年度において、ライブドア株式の売却益37億6699万6000円が売上として計上されており、これは法律上許されない会計処理であると主張している。
クラサワコミュニケーションズとウェブキャッシング・ドットコムの2社の買収時に関して疑いが持たれている。

#### クラサワコミュニケーションズ

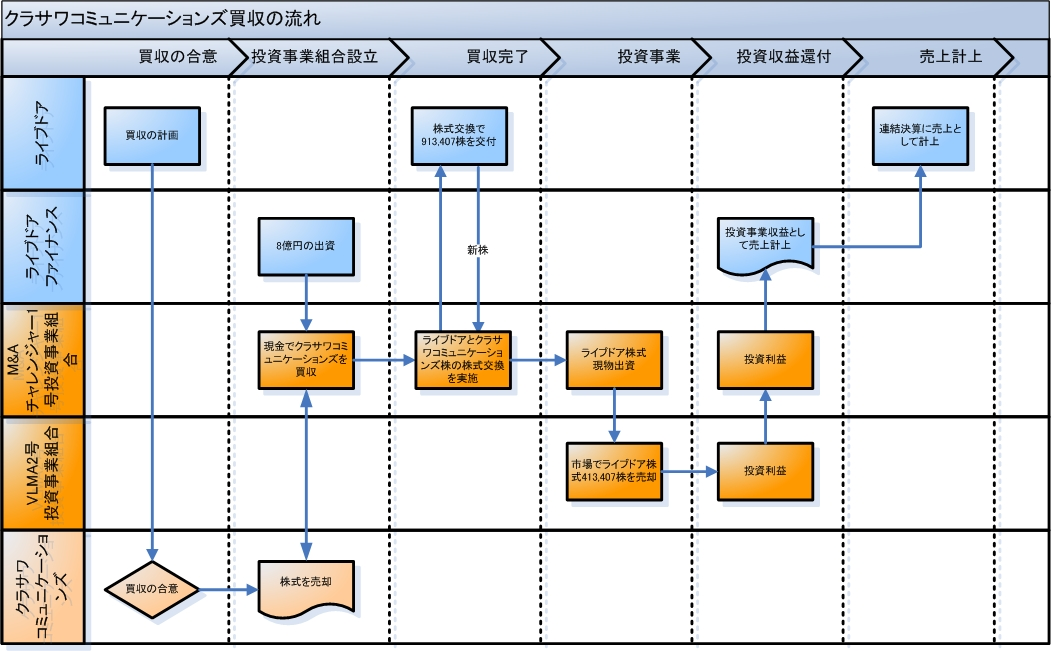
クラサワコミュニケーションズ買収一連の流れ

2003年7月、ライブドアは携帯電話関連事業を行っている、クラサワコミュニケーションズの買収を検討し、2003年8月、資産査定等をおこなった上で8億円で買収することに合意したが、クラサワコミュニケーションズの株主が現金による買収を条件とした。
しかし、ライブドアは現金の支出をできるだけ避けたいとの意向から、ライブドアファイナンスがM&Aチャレンジャー1号投資事業組合に8億円の出資をおこない、M&Aチャレンジャー1号投資事業組合がクラサワコミュニケーションズの株主から株式を買取りクラサワコミュニケーションズの株主となった。M&Aチャレンジャー1号投資事業組合とライブドアとの間で株式交換をおこなうことでクラサワコミュニケーションズを子会社化する方法が考案された。
この株式交換により、M&Aチャレンジャー1号投資事業組合に対しライブドア株式91万3407株が交付された。
M&Aチャレンジャー1号投資事業組合は株式交換で取得したライブドア株式をVLMA2号投資事業組合に現物出資し、VLMA2号投資事業組合が市場でライブドア株式41万3407株を売却した。

#### ウェブキャッシング・ドットコム
ウェブキャッシング・ドットコムの買収に際しても同社の株主が現金による買収を希望したため、クラサワコミュニケーションズと同様の方法で買収がおこなわれた。M&Aチャレンジャー1号投資事業組合に対しライブドア株式48万771株が交付され、VLMA2号投資事業組合に現物出資された後にVLMA2号投資事業組合は市場で48万771株を売却している。

#### 株式売却の流れ
M&Aチャレンジャー1号投資事業組合がクラサワコミュニケーションズとウェブキャッシング･ドットコムの買収に関わり取得したライブドア株式のうち、VLMA2号投資事業組合が89万4178株を43億3947万6888円で売却した。
また、M&Aチャレンジャー1号投資事業組合が当時のライブドア代表取締役社長堀江貴文からライブドア株式5000株の貸株を受け、VLMA1号投資事業組合に対し現物出資をおこない、VLMA1号投資事業組合が市場で売却し、M&Aチャレンジャー1号投資事業組合がクラサワコミュニケーションズとウェッブキャッシング・ドットコムの株式交換でライブドアより交付を受けた後に堀江に返却している。これら一連の行為で13億3600万6524円分の株式を売却している。
これら取引から原資を引いた37億6699万6000円を売上として計上している。
これら一連の取引による自己株式の売却益の売上への計上が法律上許されない行為であるか否かについては、ライブドアおよび当時の取締役のうち宮内などは罪を大筋で認めたが、堀江は外部の投資事業組合を通じた投資事業の収益であり売上として計上できるなどとして無罪を主張していた。第一審では投資事業組合が脱法目的で組成され存在を否定すべきであり、実質的にはライブドアファイナンスがライブドア株を売却したと認められると判断した。

## 立件されなかった容疑
以上にあげた容疑のほかにも立件されなかった容疑がある。

### トライン買収
人材派遣会社トラインは株式交換方式で買収されることになっていたがライブドア株はすぐにはトライン創業者の手に渡らなかった。ライブドアはトラインの債務超過状態を解消するために、創業者に資金を貸し付けて資本増強させ、資本増強後、ライブドアは約束通り1億円でトライン株を取得した。2004年3月15日、ライブドアは株式交換によるトライン取得という名目で新株4万4448株を発行した。買収完了後、トラインを欲しがっていた岡本文人が社長を務めていたEXマーケティング社に約4分の1の2430万円で転売した。大鹿靖明はライブドアがあえて高値で取得したのは株式交換で発行する株を多めに出そうという魂胆からではないかと推測している。
このとき発行された株も「M&Aチャレンジャー1号投資事業組合」の手に渡り、「VLMA2号投資事業組合」に現物出資され、香港のゲインウェル証券を通じて東京株式市場で売却された。
この買収も投資事業組合を使った「自社株食いスキーム」だったにもかかわらず立件されなかった。

### マネーロンダリング疑惑
特捜部と証券監視委員会は、堀江貴文らの1回目と2回目の逮捕の間、ライブドアのマネーロンダリング疑惑を躍起になって調べていた。同社を強制捜査した2006年1月16日、同じ六本木ヒルズにある金融コンサルティング会社のC社も家宅捜索している。C社は傘下の貸金業者が保有していた電話融資の貸出債権をABS社に移し、2004年3月29日、株式交換でABSをライブドアに譲渡していた。C社は株式交換で受け取った15億円相当のライブドア株をクレディ・スイスのスイスの口座に預けていたが、その後、ライブドア株が高騰したために売却して45億円のキャッシュを得た。すると、宮内亮治が、会食の席でC社首脳に対し、企業買収のために設ける投資事業組合（JMAMサルベージ1号投資事業組合）に出資するために金を貸してほしいと頼んできたという。
ライブドアはC社から45億円を借り、スイスの投資顧問・信託会社であるケンドリスの傘下にある特別目的会社（SPC）のドクターハウリを経由してJMAMへの出資金に充てた。JMAMはロイヤル信販とキューズ・ネットを買収して、両社の株式を株式交換で発行されるライブドアの新株と交換する手はずだった。このような国際的で複雑な金の動きに特捜部と証券監視委員会がマネーロンダリングを疑うのも無理はなかった。
現実にはC社から貸し出された45億円は全額返済されていて、代わって、堀江が保有するライブドア株を担保にクレディ・スイスから融資を受けて出資していた。犯罪収益を源流とした資金が流入していた形跡は発見できなかった。3月なかばにはマネーロンダリング疑惑が白であることが明らかとなった。合計270時間も取り調べられたライブドア幹部は時間を浪費しただけの捜査だったと述べている。
特捜部は余罪を探すため、3月下旬には、合コン好きの堀江に強制わいせつ、強姦、淫行、買春がないかどうか躍起になって関係者を取り調べた。頻繁に堀江の女性関係を問いただされたライブドア幹部は取り調べに当たった検事から「特捜部がこんな捜査をしているとばれたら恥ずかしいので、絶対に内密にしてほしい」と念押しされるほどだったという。結局、これも見込み違いだった。

### パイナップルサーバーサービス買収
特捜部は、ライブドアがオン・ザ・エッヂ時代の2001年12月、初めて手がけた企業買収であるレンタルサーバー会社のパイナップルサーバーサービスの買収について証券取引法違反の容疑で立件しようとしていた。
オン・ザ・エッヂはパイナップル社を株式交換で買収した際、堀江貴文が保有するオン・ザ・エッヂ株が大量に貸し株に回っていて、ある証券マンがその貸し株を使って売り抜けたという話だったが、堀江の株の移動は株の大量保有報告書に記載されなかったので特捜部は虚偽記載の疑いがあるとみていた。
しかし、上級庁は「今更やる必要はない」として強制捜査を決裁で了承せず、堀江の3度目の逮捕は見送られたという。
特捜部はパイナップル社をめぐる疑惑に関しては捜査に1か月を費やし、立件には自信を持っていただけに面目が潰れた格好となった。特捜部は特殊直告2班キャップの斎藤隆博を中心にして村上ファンドのインサイダー疑惑に矛先を変えていった。このままでは大山鳴動してネズミ一匹になりかねず、批判の声が上がるのを防ぎたかったからだとされる。「堀江さんを逮捕する材料があれば村上ファンド事件は起きなかった。村上さんは堀江さんの3度目の逮捕の代わりにやられたのだと思う」とライブドア元幹部の弁護人である元特捜検事は述べている。
しかしながら、大量保有報告書の不提出/虚偽記載は当時の証券取引法では3年以下の懲役であり、3年で公訴時効が成立するため、2001年12月の本件に対しては既に立件が不可能であり、特捜部が立件しようとしていたとは考えにくい。

### 株式分割時における貸し株の変更報告書不提出
1回目の10分割のときにみずほ証券に、100分割のときに2つの証券会社、2回目の10分割のときに村上ファンドへ堀江貴文所有株の貸し株がおこなわれている。いずれも株価変動が激しい時期の発行済株式1%を超える貸し株とみられるにもかかわらず変更報告書が提出されていない。また、みずほ証券及び村上ファンドからは業務・手数料の形で貸し株に対するキックバックがあったことが明らかになっている。

### マネーライフ社以外の株式交換に関わる不正
マネーライフ社の株式交換による買収以外は立件されていないが、その他の株式交換についても、違法（偽計取引）の疑いがある。交換比率算定がマネーライフ社と同じJAMMとゼネラル・コンサルティング・ファーム（代表者は小林元被告）に集中しており、さらに、株式交換による買収が事件までに12にも及ぶ。また、岡本文人は、メールにて、「『ファンド（投資事業組合）への利益供給』です。 ご存じのように、ライブドアがここまできたのもこの手法を使ってのことです」と、このスキームを繰り返してライブドアが成長したと記している。

#### ウェッブキャッシング社との株式交換
株式交換で発行された株式がライブドアとの出資関係のある投資事業組合に譲渡されることが開示されていない。

#### クラサワ社との株式交換
株式交換で発行された株式がライブドアとの出資関係のある投資事業組合に譲渡されることが開示されていない。交換比率算定の原案作成がマネーライフのときと同じく、ライブドア証券副社長の塩野誠によるものだが、第三者機関が算出と虚偽の記載がなされている。債務超過会社であったが、株式交換時にデットエクイティスワップを実施している。

#### トライン社との株式交換
株式交換で発行された株式がライブドアとの出資関係のある投資事業組合に譲渡されることが開示されていない。債務超過会社であったが、株式交換直前に株主割当増資を実施している。

#### ABS社との株式交換
従業員0、売上0の会社であるが、株式交換直前に10億円の増資を実施している。親会社のマルフク社の株式を所有しているのは、ライブドアと同じフロアにあるシークエッジ社と、その代表で堀江貴文の友人であるSであり、このSが株式交換で得たライブドアの株式を売却して多額の利益を得ている。

#### ロイヤル信販社との株式交換
ロイヤル信販社の100%株主である投資事業組合がライブドアとの出資関係があるにもかかわらず、当事会社の関係に該当事項はありませんと虚偽の記載がなされている。

#### キューズネット社との株式交換
キューズネット社の100%株主である投資事業組合がライブドアとの出資関係があるにもかかわらず、当事会社の関係に該当事項はありませんと虚偽の記載がなされている。

## 事件発覚とその影響

### 過熱報道
須田慎一郎は、2006年1月10日過ぎに、知人から数日前にある全国紙の記者がマネーライフ社の件で取材に来たことを聞かされたという。強制捜査前から大手マスコミは特捜部が派手な動きを見せていることを察知していたということになる。
特捜部はライブドアに察知されないよう金の流れを追うのに最も有効な銀行調査を周辺だけにとどめ、関係者への事情聴取も限定するなど内偵には慎重を期していた。特捜部長の大鶴基成はマスコミに事前報道されたらこれまでの努力が水の泡になると警戒していて、マスコミの動きを察知した大鶴は、15日夜、予定を前倒しして16日に強制捜査することを決断したという。
2006年1月16日、東京地検特捜部が証券取引法違反容疑でライブドアおよび関連施設等の強制捜査に踏み切った。また、同社幹部などに対し事情聴取をおこなった。強制捜査を受け、翌日の株式市場ではライブドアおよび同社グループ各社の株式に売り注文が殺到し、ライブドアが翌日の17日に時価総額が1500億円ほど目減りしたなどマスメディアに報道されることとなる。強制捜査以来、テレビでは特別番組が組まれ、連日、ワイドショーだけでなく、ニュース番組・情報番組など数か月に渡って取り上げられない日はないといえるほどであった。また、新聞には朝・夕刊ともに一面に登場し、ほとんどの週刊誌などの書籍に登場した。
フジテレビが報道特番を民放キー局で一番早く放送できたのは4日前に検察から強制捜査が知らされていたからだという説がある。検察はマスコミと緊密な連携をはかることによって世論に向かってみずからの主張を効率よくアピールすることに成功したといわれている。
NHKはまだ家宅捜索の令状が出ていない1月16日16時に家宅捜索着手のニュース速報を打ったが、実は、捜索・押収に当たる検察事務官がスムーズに六本木ヒルズのビルに入れるよう森ビルと交渉するために派遣された検察事務官を、NHKは家宅捜索の着手と見間違えて速報を打ったという。
マネーロンダリング・脱税・暴力団との関係といった報道が事実確認をしていない状態でおこなわれるなど報道は激しさを極めた。また、「ライブドアは企業実態がない」、「虚業」、「なにをやっている会社かわからない」、「拝金主義者」などの批判的言論も飛び交った。さらに、井上トシユキや宮崎哲弥などは、「オウム真理教事件と酷似している」、「光クラブ」と酷似しているといった説をとなえた。特に、『産経新聞』は、2006年1月23日の朝刊で、「ライブドア電子商店街から決算前に契約料徴収-利益計上後解約し返還」との見出しで報道したり、2月14日の朝刊では「ライブドアの退職者数が既に数百人」などと報道した。『産経新聞』の報道は裏付ける事実もなく取材もまったくおこなわないで記事を掲載するなど報道機関としての常識が疑われており、数々の批判がある。

### 財界の反応
当時、日本経団連会長の奥田碩はライブドアの経団連入会に関して、マスコミの質問に答えるなかで「ミスった」などの発言があった。フジテレビが提携解消をおこなう動きを取るなどライブドアに対する社会からの風当たりは強くなっていった。
実は、財界はライブドアの仲間入りを歓迎していなかったという説がある。重厚長大産業が主流の経団連は時代遅れになるという危機感からライブドアを入会させようとしたに過ぎず、成長の原動力として利用してやろうという財界の目論見に反して金融テクニックを駆使して規模の拡大に邁進し、フジテレビの支配まで目論んだライブドアに財界は警戒感をつのらせていたとされる。
一方で、経団連は1990年代後半から商法や旧証券取引法の改正（規制撤廃）を政府に要望しており、ライブドアが積極的に行っていた株式交換や株式分割といった手法は、経団連が株式分割の際の純資産規制撤廃を求め、改正商法に盛り込まれたことで容易になったという側面もある。

### 株主への影響
ライブドアへの強制捜査を発端として、2005年7月以来急騰し、過熱気味であった株式相場に大きな混乱が発生し、ライブドアが上場されていた東証マザーズ市場だけではなく、東証および他の新興市場の株価にも大きな影響を与えた。この混乱は諸外国に大きく報道され、全世界の株式市場にまで影響が及んだ。これら一連の出来事をマスコミは「ライブドア・ショック」と名付けた。
株価暴落は検察にとっても「予想外」で、検察幹部の中には「市場への影響はある程度は予測していたがこれほどの状況になるとは思わなかった」と漏らし、特捜部副部長の北島孝久もさすがに顔をこわばらせてショックを隠さなかったという。
また、強制捜査着手後の株価下落によって損害を受けたと主張する株主1000人あまりが集まり、2006年3月11日に「ライブドア被害者の会」を結成し、合計52億円の損失が発生したと主張した。
キャッツ株価操縦事件で逮捕・起訴され無罪を主張している公認会計士の細野祐二は、ライブドアの株価が下がって株主が巨額の損失をこうむったのは特捜部が生きているライブドアに強制捜査に入ったからであり、株価下落の直接的加害者は特捜部だと主張している。同様の主張は控訴審において弁護側からもおこなわれたが、「堀江被告らが犯罪にかかる行為に出たから捜査が開始されたのであって、まさに1審判決の『本件発覚後、株価が急落し』のとおりといい得る」として退けられている。
民事裁判の一つでは堀江貴文らの不法行為責任を認めつつも、堀江の逮捕や上場廃止などが急速な株価下落に影響を与えたとして、賠償額を推定損害額の一株585円から200円に大幅減額した1審判決が2009年5月21日に出たが、2011年11月30日の控訴審では、旧経営陣らの逮捕やフジテレビとの提携見直しの報道なども「虚偽記載によって生じた」として、賠償額を一株550円に大幅増額する判決が出た。
また、別の原告による民事裁判では、2008年6月13日の1審で推定損害額の7割を賠償額として判決を出したが、2009年12月16日の民事裁判における初の高裁判決では1審がほかの下落要因として認めた、強制捜査や幹部の逮捕、ライブドア上場廃止の可能性、フジテレビとの提携解消などを「虚偽記載の発覚により通常起こりうる事態」と認定して、賠償額を減らす根拠にはならないとし、推定損害額からの減額は1割まで縮小した。2012年3月13日の最高裁判決でも「本件虚偽記載と相当因果関係があるというべきである。」として、推定損害額の9割が賠償額としてそのまま認められた。
ライブドアの第三者割当増資を引き受けたフジテレビも損害賠償を提起したが、大鹿靖明は、フジテレビが増資を引き受ける際に1か月も資産査定をしたのに、ライブドアの自社株還流スキームをみつけられなかったことに疑問を呈している。実際、フジテレビ会長の日枝久はそのことを問われたが「法務、財務の専門家にきちんとみて頂いた。専門家の皆さんの名誉を傷つけることはできない」とだけ語ったという。この訴訟は2009年1月22日にLDH側がフジテレビへ約310億円の賠償金を支払うかたちで和解が成立している。

### 子会社への影響
ライブドアが運営している各種サービスは事件後も通常業務を保ち、新サービスも追加しているものの、データセンター運営のメディアエクスチェンジや中古車販売のライブドアオート（現カーチス）がいち早くライブドアグループからの離脱の意向を表明した。
ライブドアオートは、さらに、2006年3月30日にライブドアに対し損害賠償請求を求めることを表明した。同社は8月1日付けで商号を「株式会社カーチス」に変更した。その他、未上場の子会社数社も他企業に売却されるなどし、2007年になってからもグループ縮小の傾向が続いている。

### ライブドア関係者への影響
あるライブドア関係者は、マスコミがライブドアが脱税や資産隠しをしているのではないかと書き立て、こうして作られたイメージのせいでライブドアの従業員というだけで家を借りることもできなかったと述べている。

### 政界への影響
2005年の第44回衆議院議員総選挙で堀江貴文が立候補した際、選挙の応援をした自民党幹事長・武部勤はその後、党内での影響力が低下したともいわれる。実は、大災害や戦争といった非常時に重大な役割を果たすテレビ局を脱法行為で支配しようとしたライブドアのやり方に小泉純一郎政権は不快感を抱いており、自民党内で堀江を担ぎ出すことに熱心だったのは武部だけだったといわれている。
検察はライブドア事件の捜査を政界にまで拡大することには及び腰だったといわれている。

### 大株主の異動
2006年3月16日にフジテレビが持ち株すべてを1株あたり71円で株式会社USENの宇野康秀社長個人に売却する旨を発表すると同時に、USENとライブドアの業務提携が発表された。この提携にもとづき、両社による業務提携委員会が設立された。また、6月14日のライブドア臨時株主総会においてUSENの宇野康秀がライブドアの社外取締役に選任された。

## 野口英昭の自殺について
堀江貴文は野口の自殺を知ったとき、「マジかよ」と言ったきり絶句してしまったといわれていて、それまで比較的オープンだった堀江のスケジュールは突然公表されなくなったという。
須田慎一郎は沖縄での現地調査から、野口は誰かに脅されるかたちで自殺したのではないかと結論づけた。
しかし、県警は遺体の司法解剖を行っていない。自殺に使用されたと見られる包丁については、入手先を特定せず、指紋を採取していなかった。
堀江と宮内亮治は野口が自殺したことを理解できなかったという。堀江は、心臓病の持病を理由に退社した野口はマスコミが報道するところの側近どころか逆臣に近かったと指摘している。堀江は、野口の自殺によって特捜部は宮内と中村長也の証言だけで自分を追い込むことができて助かったのではないかとも指摘している。

## 事件への評価

### 粉飾の性質
1審判決は本事件に対して次のように評価している。
「本件犯行は、損失額を隠ぺいするような過去の粉飾決算とは異なり、投資者に成長性の高い企業の姿を示し、その判断を大きく誤らせ、多くの投資者に資金を拠出させたというものであって、粉飾額自体は過去の事例に比べ、高額ではないにしても、その犯行の結果は、大きいものがある。すなわち、粉飾により株価を不正につり上げて、ライブドアの企業価値を実態よりも過大に見せかけ、株式分割を実施して、人為的にライブドアの株価を高騰させ、結果として、同社の時価総額を短期間で急激に拡大させたのである。一般投資者をあざむき、その犠牲の上に立って、企業利益のみを追求した犯罪であって、その目的に酌量の余地がないばかりか、強い非難に値する。
しかもそのスキームは、企業会計が十分整備されていないファンドを悪用したものであり、脱法を企図したことは明らかである。また、公認会計士の指摘を受けて、日付をさかのぼらせて組成したファンドをスキームに介在させて複雑化するなど、粉飾の手口は巧妙である。」
ライブドア関係者はライブドア株の売却スキームは一つ一つは合法でも、やり過ぎの面はあったと思うと述べている。
しかしながら、売却スキームの一つ一つが合法かどうかと、その有価証券報告書が虚偽であるかどうかは関係はない。また、ライブドアと類似した株式交換スキームを採用したIEC事件やライブドア事件でもマネーライフの株式交換は立件されている事実もある。
元特捜部長の一人は、ライブドア事件はやり過ぎの「過ぎ」に光を当てているといい、人の心は金で買えると豪語した堀江貴文に疑問を呈し、自由な経済活動と車の両輪である順法意識やモラルがこれまで軽視され過ぎてきたのではないかと述べている。
細野祐二は、ライブドアの粉飾額53億円はすべて実現利益であり、何も架空利益を計上したわけではないので粉飾の中では比較的悪質性は薄いと述べている。この点について1審判決は、「その経済的実態としては、ライブドアが新株を発行して、その払込金を売上げとして計上して業績向上を実現しているに等しく、本来は利益の発生し得ないところに利益が発生しているように偽り」と実現利益ではなく単なる払込金であるとしている。
東洋経済新報社記者の高橋篤史はカネボウやメディアリンクスの粉飾決算とライブドアの粉飾決算を比較して、「粉飾の原資」が異なると指摘している。具体的にはカネボウやメディアリンクスでは銀行からの借入金を粉飾の原資としていて、ライブドアでは一般株主から広く集めた小口資金を粉飾の原資としている。
ライブドアのように、一般株主から集めた資金を粉飾の原資とした場合にはその返済の必要がないため、銀行からの借入金を粉飾の原資とした場合と違い、財務体質は充実していくことになるが、高橋は「そうした財務面での特異性をとらえたとしてもライブドアの罪が軽減されるものではない。資本市場の重要性がさらに増すであろうこれからの時代を考えるとその罪はより重いと考えた方がいい。（中略）正しい情報開示がなければ、投資家は適切な判断を下すことができない。そうした意味でライブドアの粉飾決算は一から十まで株式市場を食い物にした犯罪だったといえる。それだけ罪は重い」と述べている。
ある検察幹部は、ライブドアが粉飾したのは50億円かもしれないが、それによって何十倍もの時価総額を実現した、脱法行為で巨額の利益を上げることは許されていいはずがないと述べている。
M&Aアドバイザーの保田隆明は、他の企業が運用目的で投資事業組合を活用しているなか、ライブドアが捜査を受けたのはアンラッキーだった面もあるが、あらかじめ自社株売買スキームが仕組まれていたとすれば話は別と指摘し、利益は株価に影響するので、投資事業組合との間で自社株を交換後に売却させライブドアの利益にしたのはいただけない、この高い株価を元に買収を繰り返して企業価値の創出をしてきたのであれば、偽札を刷るのに等しい行為だと分析している。
しかし、立件された自社株売却スキームは当初から粉飾決算を目的に編み出されたものではなかった。匿名性の高いファンドと制度上の不備を抱えた株式分割が重なり合った時ライブドアグループに利益をもたらしたという。ライブドア関係者はこのスキームで売却先に困っていたライブドア株が売れたといい、最初はたまたまだったが、利益が出るので繰り返すようになったと述べている。この主張は熊谷史人や宮内亮治の証言とも重なり、起訴事実を認めた宮内・岡本文人・中村長也が一様に計画性を否定したのも検察のシナリオには無理があるという思いからだという。
弁護士の中村直人は、会社法などによりさまざまな規制が大幅緩和され、資源配分の効率などを市場にまかせるようになったのだから、その機能を阻害する行為に厳罰がくだされるようになったのは当然の流れだとのべている。

### 国策捜査だったのか
ライブドア関係者は、検察がM&A、投資ファンド、マーケット、国境越えのクロスポーターすべてそろったライブドアを捜査することで新しい経済事件ができるという検事としての矜持を持てたのではないかと分析し、行政指導もなく、法の番人である検察が法を超え、社会に衝撃を与えることをやるのは何が目的なのかと疑問を呈している。
実際、ある検察幹部は、規制緩和を進めればかならず法や制度の隙間を突いてくる輩が出現してくる、それを野放しにするわけにはいかないと述べ、ライブドアは「経済検察」の真価を発揮する格好のターゲットとなったという。
ライブドア事件のあとに発覚した日興コーディアルグループの粉飾事件は悪質性の高い粉飾事件でありながら逮捕者が1人も出なかったため不公平であるという批判の声が上がった。細野祐二は、日興コーディアルグループの粉飾事件について、まったく紙の上だけの決裁されない架空利益が、EB債の評価、SPC（特定目的会社）の連結除外といったデリバティブ手法を駆使して行われ、その悪質性は日本の粉飾決算史上比類がないと述べている。
別の検察幹部は、ライブドア側に察知されないように極めて限られた条件で金の流れを追うのは汚職事件の捜査より格段に難しかった、堀江貴文の功罪についても功の部分はほとんどが虚像であることがわかってきた、事実の解明なくして、堀江だからという理由で捜査することはできないと国策捜査という批判を真っ向から否定している。

### 堀江貴文の評価
2011年11月、容疑者として収監中の堀江貴文は自身のメールマガジン「堀江貴文のブログでは言えない話」（第96号、2011年11月21日付）の中で、巨額の損失隠し問題で揺れているオリンパスへの東京地検特捜部の捜査の動きが「鈍い」と指摘し、自らが摘発されたライブドアの粉飾決算事件と比べて、このオリンパス事件に対する東京地検特捜部の対応は「あまりにも不公平すぎないか？」と主張した。また、メディアに対しても、「これが設立間もないベンチャー企業の不祥事だったら、訳もわからず叩きまくりであろう」と、厳しく批判した。さらに、堀江貴文は「オリンパスが日本では歴史ある立派な会社だと思われている」、「大スキャンダルだけどSESC（証券取引等監視委員会）とかまったく捜査能力がないってことを露呈した」、「メディアとか捜査機関って大企業と新興企業を露骨に差別するからなぁ……。」、「（SESCがオリンパスを行政処分方針で済ます報道に）ウソでしょ？　ライブドアみたいな新参者は刑事処分で、歴史ある企業は行政処分ってあまりにも不公平すぎないか？」と不満を述べた。
また、自身が逮捕されたことについて堀江貴文は「逆恨みされたようなことも伝え聞きますが、僕には理解できないし、そうあるべきではないとも思っています。でも実際、そこそこ成功した人が『こいつは嫌い』といった理由だけでいろいろなことを決めたりしている。そういう人は公の精神が欠けていると思いますが。」と雑誌のインタビューに答えた。